# Quintanilla Vivar
Quintanilla Vivar – gmina w Hiszpanii, w prowincji Burgos, w Kastylii i León, o powierzchni 13,38 km². W 2011 roku gmina liczyła 770 mieszkańców.